# Susan Albin
Susan Lee Albin é uma engenheira industrial americana conhecida pela sua pesquisa em engenharia da qualidade, teoria das filas e monitorização de processos industriais. Ela é professora de engenharia industrial na Rutgers University, ex-presidente do Institute for Operations Research and the Management Sciences e ex-editora-chefe do IIE Transactions (agora IISE Transactions), o principal jornal do Institute of Industrial e engenheiros de sistemas.

## Educação e carreira
Albin formou-se em 1971 pela New York University (NYU), em engenharia industrial, e fez mestrado na NYU em 1973. Ela completou o doutoramento em ciências da engenharia na Columbia University em 1981, especialização em pesquisa operacional e engenharia industrial. A sua dissertação foi Aproximando filas com processos de chegada de sobreposição, e foi supervisionada por Ward Whitt. Ela foi pesquisadora no Bell Labs e no Albert Einstein College of Medicine antes de se tornar um membro do corpo docente da Rutgers University.
Albin trabalhou como professora visitante em engenharia mecânica na Peninsula Technikon, instituição predecessora da Cape Peninsula University of Technology na África do Sul, onde ajudou a fundar um programa de engenharia da qualidade. Foi presidente do Instituto de Pesquisa Operacional e Ciências da Gestão (INFORMS) em 2010, e é também fundadora da Seção de Qualidade, Estatística e Confiabilidade da INFORMS e de WORMS.

## Reconhecimento
Albin é membro do Instituto de Engenheiros Industriais e de Sistemas. Em 2012, a INFORMS deu-lhe uma medalha George E. Kimball em reconhecimento pelos seus serviços, citando particularmente o seu trabalho na Peninsula Technikon.